# Maria-Ward-Schule (Bad Homburg)

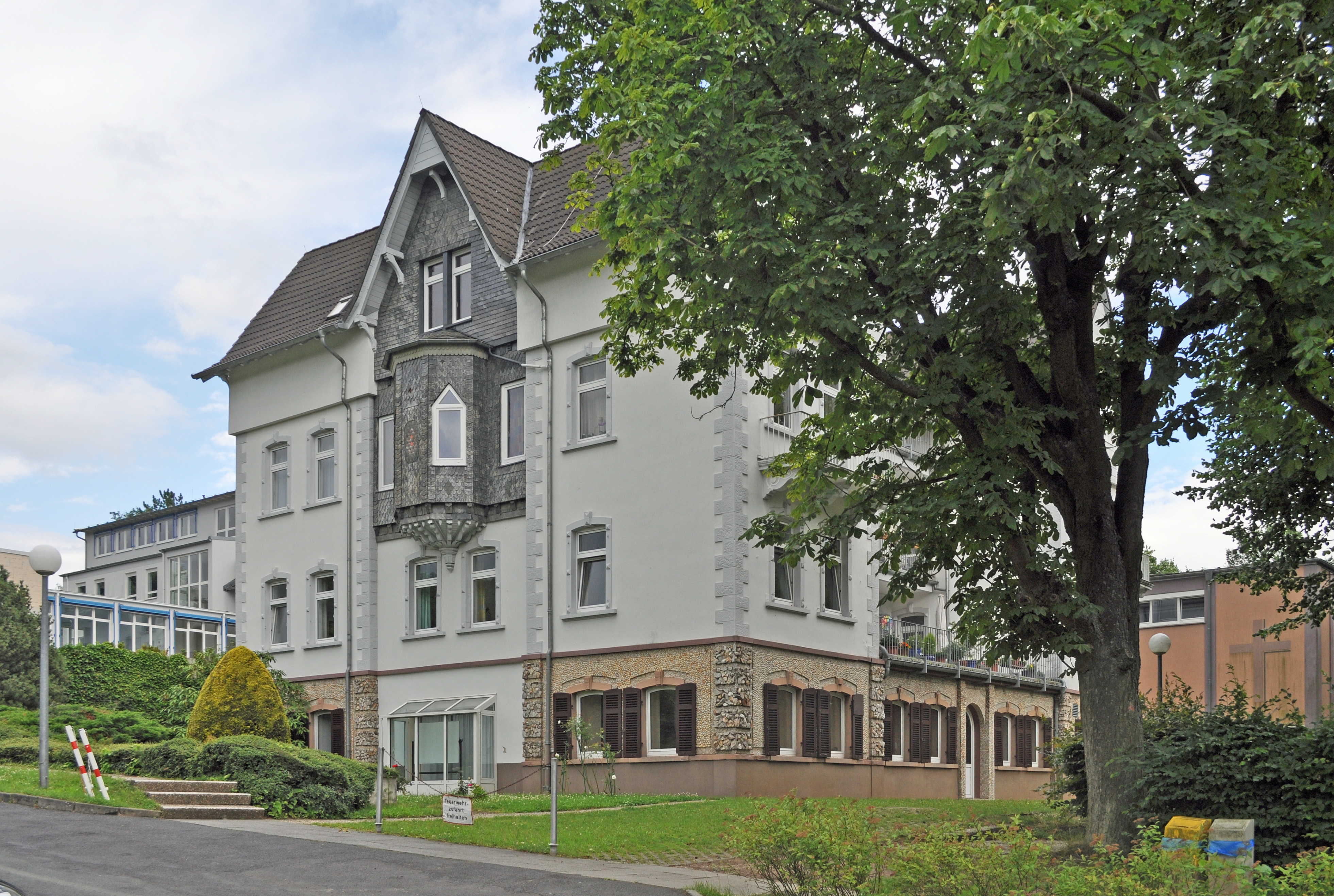
Maria-Ward-Schule

Die Stiftung Maria-Ward-Schule ist eine private staatlich anerkannte Realschule und staatlich anerkanntes Berufliches Gymnasium und genehmigtes allgemein bildendes Gymnasium für Mädchen in Bad Homburg vor der Höhe. Die Trägerschaft der Privatschule liegt seit 1999 bei der Stiftung Maria-Ward-Schule. Benannt wurde die Schule nach Maria Ward (1585–1645), einer englischen Ordensschwester und katholischen Ordensstifterin. Die Maria-Ward-Schule befindet sich in der Nähe des Kaiserin-Friedrich-Gymnasiums (KFG).

## Geschichte
Die Bezeichnung der Schule geht auf die englische Adlige Maria Ward zurück, die im 17. Jahrhundert Bildungseinrichtungen für junge Frauen und Mädchen gründete, doch zu ihren Lebzeiten noch keine päpstliche Bestätigung für den damit verbundenen weiblichen Orden ohne kirchliche Klausurverpflichtung erlangen konnte. Ihre Gefährtinnen und Nachfolgerinnen setzten jedoch ihr Werk über Jahrhunderte fort.
Zwischen 1888 und 1890 wurde eine Pension namens Zu den drei Kaisern errichtet, die später den Namen Dreikaiserhof erhielt. Das Institut der Englischen Fräulein in Aschaffenburg erwarb 1893 das Gebäude. Drei Jahre später wurde die Haushaltungsschule genehmigt. In dieser Schule wurden 50 interne sowie 10 externe Schülerinnen unterrichtet. Bereits 1902 wurde ein erster Erweiterungsbau gebaut. In den Jahren 1914 bis 1918 fungierte die Schule als Hilfs- und Heimatlazarett. 1924 fand im Gebäude der Schule eine politische Konferenz zwischen Reichskanzler Marx und dem bayerischen Ministerpräsidenten Eugen Ritter von Knilling statt. Die Haushaltungsschule wurde 1926 staatlich anerkannt. Fünf Jahre später wurde eine Kinderpflegerinnen- und Hausgehilfinnenschule errichtet. Der Schule wurde eine Hausfrauenklasse im Jahre 1935 angegliedert. Zwischen 1940 und 1944 mussten das Internat sowie alle Schulgattungen geschlossen werden, da das Schulgebäude für ein Lazarett geräumt wurde. Im Herbst 1945 wurde der Schulbetrieb wieder aufgenommen. 1952 wurde die Schule in eine zweijährige Berufsfachschule umgewandelt. Das Ziel war das Erreichen der sozialen Mittleren Reife. Frauenfachschulklassen I wurden 1968 genehmigt. 1970 wurden die Frauenfachschulklassen I in eine einjährige Berufsfachschule für Realschülerinnen umgewandelt. Die Fachrichtung dieser einjährigen Berufsfachschule war die Hauswirtschaft. Im Jahre 1988 wurde die Fachrichtung Wirtschaft und Verwaltung ergänzt. 1991 wurde die Maria-Ward-Schule als Schule besonderer pädagogischer Prägung anerkannt. Im selben Jahr wurde eine zweizügige Realschule aufgebaut. Ein Musikpavillon wurde 2002 eröffnet. Im Jahr 2013 wurde das Berufliche Gymnasium mit Schwerpunkt Wirtschaft und Verwaltung gegründet. Seit dem Schuljahr 2020/21 befindet sich ein weiterer Schulzweig im Aufbau – das allgemeine Gymnasium. Sowohl die Realschule als auch das allgemeine Gymnasium werden zweizügig geführt.

## Allgemeines
Unterricht, Fächer und Arbeitsgemeinschaften
Nach Möglichkeit werden Schwerpunktthemen fächerübergreifend behandelt, beispielsweise in Jahrgangsstufe 7 im Fach Biologie das Thema Auge und in Physik das Thema Optik. Einmal jährlich wird eine Projektwoche angeboten, die sich mit außerunterrichtlichen Themen auseinandersetzt.
Zu den besonderen Unterrichtsfächern gehören Textiles Gestalten und Nahrungszubereitung. Des Weiteren bietet die Maria-Ward-Schule ihren Schülerinnen viele Angebote an, wie zum Beispiel durchgängigen Musikunterricht bis Ende Klasse 7, Schwerpunkt Musik (Klassen 5–6), EDV-Unterricht in Jahrgangsstufe 7 und 8.
Die Schule bietet insgesamt vier verschiedene Arbeitsgemeinschaften (AG's) an. Die besonderen und am aktivsten betriebenen  Arbeitsgemeinschaften heißen Jugend forscht-AG, DLRG und der Chor findet in der Maria-Ward-Schule großen Anklang bei den Schülerinnen. Die vierte Arbeitsgemeinschaft ist Basketball.
Seit 2007 gibt es auch einen Schulsanitätsdienst, in dem Schülerinnen ab der Klasse 7 mitmachen können. (Nachdem sie an einem Kurs, der jedes Jahr in Zusammenarbeit mit den Maltesern stattfindet, teilgenommen haben). Die Schulsanitäterinnen kümmern sich während der Pausen, aber auch während des Unterrichts um das Wohlergehen der Schülerinnen.
Schulgemeinschaft
Es existieren verschiedene Aktivitäten für die Schülerinnen, die über den Unterricht hinausgehen. Hierzu gehören unter anderem das Schulfest, das Weihnachtskonzert für alle Chormitgliederinnen, Klassenfahrten, Projektwochen, gemeinsames Mittagessen (nach Anmeldung) und die Schulbibliothek.
Förderverein
Die Maria-Ward-Schule hat einen Förderverein, der am 18. Dezember 1967 gegründet wurde.
Partnerschulen
Die Maria-Ward-Schule pflegt Kontakte mit dem Loreto College in Brisbane (Bundesstaat Queensland in Australien), dem Gimnazjum nr 1 in Świdnik (Johannes Paul II.) und einer Schule in Tansania.
Die Partnerschaft mit der Schule in Australien startete im Dezember 2001, als eine Deutschlehrerin des Colleges die Maria-Ward-Schule besuchte. So findet seit diesem Zeitpunkt des Öfteren ein Informationsaustausch zwischen den Schülerinnen beider Schulen über Post und Internet statt. Im August 2003 besuchten 18 Schülerinnen der Maria-Ward-Schule aus verschiedenen Klassen sowie eine Lehrkraft das Loreto College. Im Dezember des genannten Jahres fand der Gegenbesuch statt. Bis heute finden alle zwei Jahre Austausche statt.

## Gebäude
Das Hauptgebäude wurde 1888–1890 von Johann Molitor, Kirdorf, als Hotel „Drei Kaiserhof“ erbaut. 1894 verkaufte er das Haus an die Aschaffenburger „Englischen Fräulein“ vom Orden Maria Ward. Das großvolumige, spätklassizistische, leicht ländlich gestimmte Gebäude steht unter Denkmalschutz.